# Böckweiler Wald
Koordinaten: 49° 11′ 6″ N, 7° 16′ 11″ O
Das Naturschutzgebiet Böckweiler Wald liegt auf dem Gebiet der Stadt Blieskastel im Saarpfalz-Kreis im Saarland. Das Gebiet erstreckt sich westlich von Böckweiler, einem Stadtteil von Blieskastel. Westlich des Gebietes verläuft die Landesstraße L 105 und fließt die Blies, ein Nebenfluss der Saar, östlich verläuft die L 103. Im östlichen Teil des Gebietes erhebt sich der 401 Meter hohe Große Kahlenberg.

## Bedeutung
Das 58 ha große Gebiet steht seit dem 20. April 2007 unter der Kenn-Nummer NSG-123 unter Naturschutz. „Diese Kernzone stellt sich als mittelalter Laubholzbestand auf Muschelkalk mit hohen Ahorn- und Escheanteilen dar.“